# Pak Hok

## Sistema
O white crane   faz uso dos movimentos de animais (Garça, Tigre e outros) e quase não possui movimentos acrobáticos, sendo um estilo voltado ao combate com uso de socos, golpes de mão aberta, chutes e defesas ageis incluindo o uso de diversas armas e tecnicas de defesa pessoal, agarramento (dominação), torções de articulações, projeções, etc.
Este estilo é resultado da combinação de técnicas dos antigos estilos. Muitos manuscritos descrevem esse processo de criação do estilo, um deles é o Bubishi de Okinawa, Bíblia do karatê - este estilo de Guan Fa ¹(kung-fu) deu origem ao karatê de Okinawa Goju-ryu e Shorin-ryu, que não é o karatê japonês. 
Segundo o que está escrito nos manuscritos, ocorreu um duelo entre Fang Jinyang (mulher que era mestre no estilo) e Zheng Chisu (famoso mestre do estilo Tigre). Ninguém derrotava Fang devido as suas evasivas, esquivas e golpes precisos em pontos vitais, porém ela não tinha força suficiente para vencer Zheng, que era forte. Por outro lado, Zheng usava socos diretos e técnicas fortes, mas não podia dar qualquer golpe eficiente. Como resultado do embate, os dois se apaixonaram e criaram o estilo White Crane (Grou Branco), que se beneficia dos bons princípios dos dois estilos, suavidade do Grou (suave, jin) e rigidez do Tigre (duro, jang), resulta na criação de um perfeito método de luta (princípio Yin-yang). Esta história mostra que um estilo em uma única natureza de técnicas não pode ser perfeito.

## Legenda

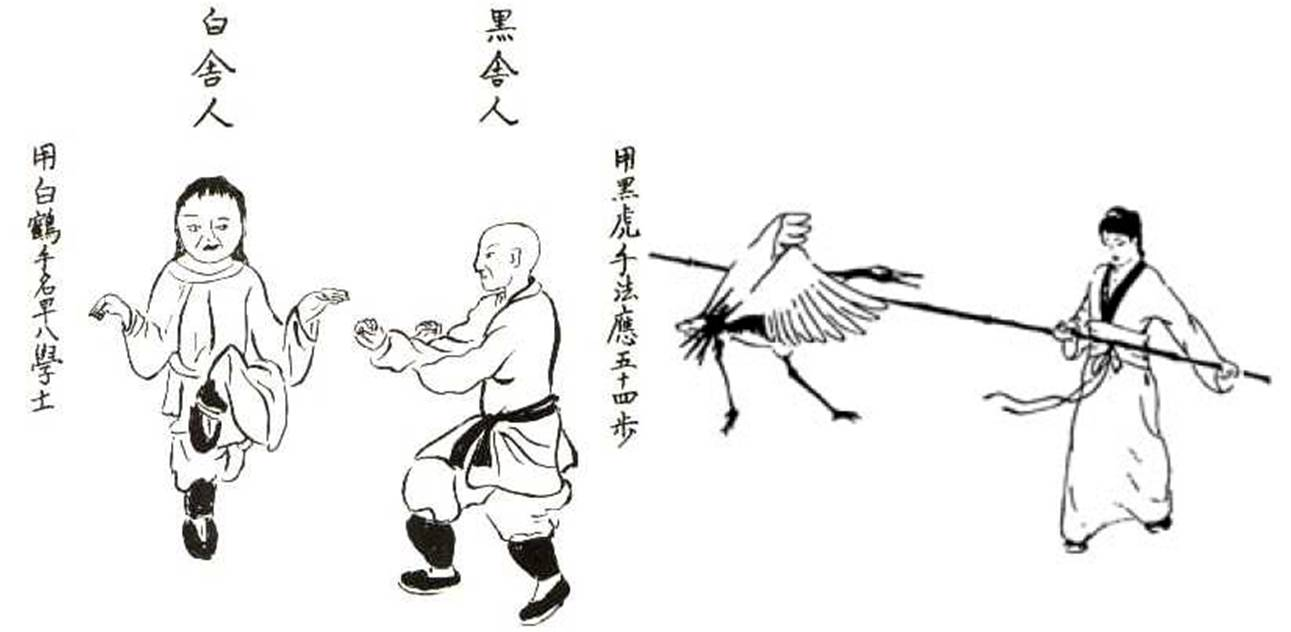
Criação simbólica do estilo. Fonte: Bubishi.

¹ Quan Fa é um termo geral para os vários estilos de Kung Fu e tradições. Wu Shu é um termo usado para nomear os modernos estilos desenvolvidos após o advento da revolução comunista da China.